# Dilman
Dilman (ryska: Dil’man) är en ort i Azerbajdzjan.   Den ligger i distriktet Ağsu Rayonu, i den centrala delen av landet, 120 km väster om huvudstaden Baku. Dilman ligger 873 meter över havet och antalet invånare är 905.
Terrängen runt Dilman är lite bergig, och sluttar söderut. Närmaste större samhälle är Shamakhi, 15,8 km sydost om Dilman.
Trakten runt Dilman består till största delen av jordbruksmark. Runt Dilman är det ganska glesbefolkat, med 31 invånare per kvadratkilometer.